# Antropología jurídica
La antropología jurídica es una disciplina de la antropología cultural o social, afianzada durante el siglo XIX y XX gracias a las investigaciones de importantes juristas y antropólogos como Henry Sumner o John McLennan, que aplicaron los conceptos de la antropología cultural al estudio del derecho. 
A pesar de que los conceptos de antropología y derecho pertenecen a dos disciplinas totalmente diferentes, con métodos de investigación y terminologías muy diferenciadas, tienen un fuerte vínculo de interrelación porque son campos de estudio que investigan la convivencia humana y sus correspondientes problemas, debido a que es fundamental el correcto estudio de la aplicabilidad humana y su comportamiento como miembros de una sociedad.
Según Fernando Silva en su obra Introducción a la antropología jurídica, los orígenes de esta disciplina se encuentran en la etnografía y el derecho comparado. A medida que estas investigaciones fueron haciéndose más complejas, y a raíz de la necesidad de determinar la naturaleza de las leyes, las normas y los sistemas, las descripciones etnográficas y el resultado de la comparación de los sistemas jurídicos tuvieron que cumplir con determinadas exigencias para ajustarse a las condiciones de universalidad que exigen las explicaciones antropológicas. Es a mediados del siglo XIX, cuando las investigaciones antropológicas ya gozan de una gran madurez y permiten contar con información fiable sistematizada sobre diversas sociedades aisladas y técnicamente subdesarrolladas, que podemos hablar ya de antropología jurídica. 

## Aplicaciones
La antropología jurídica estudia los sistemas normativos de control social que conforman cualquier sociedad, especialmente el sistema jurídico, así como los objetivos y funciones que tiene el derecho en la satisfacción de las necesidades humanas y sus aspiraciones sociales. Por otro lado uno de sus principales campos de estudio es la investigación del comportamiento humano regulado en una sociedad determinada. Establece principios que expliquen las similitudes y diferencias entre los sistemas normativos de las distintas sociedades humanas, con el objetivo de formular propósitos generales sobre el fenómeno jurídico.
La antropología jurídica tiene la necesidad de comprender tanto la naturaleza del derecho como la naturaleza humana. Teniendo en cuenta que todo derecho se fundamenta en norma, y esta es formulada y proviene de la naturaleza del hombre, no podemos entender la ciencia jurídica sin la intervención del estudio de la antropología. Es decir, el derecho como ciencia que estudia las normas tiene el objetivo de servir al hombre con el fin de lograr su felicidad, pero para ello requiere la colaboración de otras ciencias como la antropología, sociología, psicología… Dentro del desarrollo del derecho, la antropología jurídica busca la manera de crear normas jurídicas que sean lo más justas y equilibradas posibles. 
Según el autor Esteban Krotz, existen tres campos de estudio específicos de la antropología jurídica: el campo del derecho comparado como campo de conflictos y de luchas; el derecho como mecanismo de control social; el campo del derecho y la ideología. Esta división pertenece a la manera en que trabaja la antropología en general: empieza con el estudio de los conflictos y termina con el estudio de la ideología. 
El objetivo de la antropología jurídica es encontrar el sistema o los sistemas de orden que pueda haber en las relaciones sociales humanas, hallar las conexiones entre actitudes aparentemente inconexas, formular proposiciones simples que las describan e idear pruebas que verifiquen la validez de tales proposiciones. La primera y fundamental preocupación de la antropología jurídica es alcanzar la objetividad, convirtiéndose en un instrumento jurídico normativo para mejorar la convivencia humana.

## Antecesores

### Montesquieu
Charles Louis de Secondat, Señor de la Brède y Barón de Montesquieu, es considerado el más importante precursor de la antropología jurídica, al determinar que las leyes son estrictamente necesarias para establecer la naturaleza de las cosas.

### Johann Jakob Bachofen
Johann Jakob Bachofen, historiador del derecho, jurista, antropólogo, sociólogo y filósofo suizo (1815-1887), fue profesor de derecho romano en Basilea (1841). Interpretó desde una perspectiva romántica la mitología romana y escribió el estudio histórico-etnológico El matriarcado (1861), obra por el cual se le recuerda.

### Lewis Henry Morgan
Lewis Henry Morgan, antropólogo estadounidense 1818-1881). En 1844 comenzó a ejercer como abogado pero posteriormente se interesó por la cultura de los indígenas americanos y dedicó la mayor parte de su vida a las investigaciones antropológicas. Su obra más conocida es La sociedad primitiva (1877), un estudio de la evolución social.

### Friedrich Engels
Engels (1820-1895) no puede considerarse un etnólogo, pero contribuyó, con gran parte de sus estudios, a abordar uno de los principales problemas de la antropología jurídica: la unión entre el derecho y el Estado. Acogiendo las principales ideas teóricas de Karl Marx, Engels consideraba el Estado como una forma transitoria de organización de poder: algún día desaparecerá. En su última etapa de investigación, Engels introdujo nuevos métodos de análisis del derecho y estudió sus funciones en el sí de una sociedad.

### Henry Summer Maine
Historiador inglés del derecho y sociólogo. (1822-1888) Realizó diversos estudios de derecho comparado y tuvo gran influencia en el inicio de la etnología, especialmente en lo referente a la relación entre lazos de sangre y lazos de suelo. Destacan sus obras: Ancient Law (1869), dónde estudió comparadamente los diferentes ordenamientos jurídicos, especialmente el derecho romano con el indiano, en la cual basó la Ley de la evolución histórica del derecho que él formuló; Roman law and legal education (1856) y Lectures on the early history of institutions (1875).

### John MacLennan
Antropólogo británico (1827-1881). Fue uno de los fundadores de la antropología social, campo en el que sus estudios rivalizaron con otro célebre antropólogo, Lewis Henry Morgan. Mientras Morgan utilizó el término del parentesco para explicar sus teorías, MacLennan negó su validez. Sus obras más destacadas son: El matrimonio primitivo (1865) y La teoría patriarcal (1885). A MacLennan se le atribuyen los conceptos de endogamia y exogamia. 

### Edward B. Tylor
Tylor fue un antropólogo inglés (1832-1917) que investigó la aplicación del método científico para estudiar el desarrollo de la cultura, la sociedad humana y el pasado histórico. Su gran aportación a la antropología fue su obra Primitive Culture, publicada en 1871, en la que afirma que la sociedad civilizada se ha transformado mediante procesos naturales a partir de sus orígenes. Fue el primer antropólogo formado de manera global y el primero también en impartir clases de antropología en la Universidad de Oxford. Su visión significó una gran aportación en el estudio de la antropología, y su definición de cultura es la única que la mayoría de antropólogos posteriores aún citan en estudios contemporáneos. 

### William Graham Summer
Sociólogo y economista (1840-1910), Graham Summer contribuyó enormemente a la antropología jurídica al definir el concepto de etnocentrismo, según el cual un grupo se siente centro de todo y valora cualquier otro grupo en relación con él. Su obra más importante, Folkways. A study of the Sociological Importance of Usages, Manners, Customs, Mores and Morals (1906), estudia el etnocentrismo desde la perspectiva de la incomprensión, explicando que todo grupo cree que sus costumbres son las mejores y desprecia los modos distintos de otros grupos. 

### Francisco Ramos Mejía
Sociólogo, historiador y jurista argentino. (1847-1893). En 1873 se graduó como abogado, en 1877 y hasta 1884 trabajó como juez del crimen en la provincia de Buenos Aires y en la capital. Fundó con Luis María Drago la Sociedad de Antropología Jurídica. Su obra más trascendente fue un estudio sobre los orígenes sociales de su país, titulado El federalismo argentino (1889).

### Roscoe Pound
Nacido en Estados Unidos (1870-1964), Pound fue un importante jurista y filósofo del derecho que estudió los usos y costumbres, comparando sus aportaciones culturales con el derecho. Investigó las similitudes y diferencias entre las normas jurídicas y otros tipos de normas, y estableció las uniformidades culturales que influyen en todas las sociedades. Entre sus obras más destacadas encontramos The Spirit of the Common Law (1921) y The Task of Law (1944). 

### A.R. Radcliffe-Brown
Colaborador de Malonowski, Radcliffe-Brown (1881-1955), centró sus investigaciones en la función de las instituciones sociales y las normas en una comunidad. Estudió el origen y función de las sanciones sociales como elementos de convivencia colectiva, desarrollando variantes que explicaran las diferentes formas de comportamiento en una sociedad y las instituciones que surgen en torno a ellas. Con sus obras aportó grandes avances antropológicos en materia de derecho primitivo, derecho civil y derecho penal. 

### Bronisław Malinowski
Malinowski (1884-1942) centró sus estudios en descubrir cómo una institución social puede satisfacer las necesidades humanas y cuales son las fuerzas sociales que garantizan la obediencia a las normas.